# Distretto di Lepel'
Il distretto di Lepel' (in bielorusso Лепельскі раён?) è un distretto (raën) della Bielorussia appartenente alla regione di Vicebsk.